# Robinson Crusoe
För andra betydelser, se Robinson Crusoe (olika betydelser).
Robinson Crusoe, på svenska ibland kallad Robinson Kruse, är en roman från 1719 av Daniel Defoe om en man som överlever ett skeppsbrott och vistas på en nästintill öde ö i 28 år. En av Crusoes följeslagare på ön är urinvånaren Fredag, så kallad på grund av att Crusoe träffar honom på den veckodagen.
Boken speglar 1700-talets upplysningsmänniska och visar upplysningstidens optimism för människans förnuft och kunnande. Historien om den skeppsbrutne som byggt ett nytt liv på en ö har inspirerat till en mängd efterföljare, i bokgenren robinsonad.

## Förebild
Boken sägs ha inspirerats av verklighetens Alexander Selkirk, en skotsk sjöman, som efter ett bråk med sin kapten ”frivilligt” blev ilandsatt 1704 på den obebodda ön Isla Más A Tierra (en av Juan Fernández-öarna) 500 km utanför Chiles kust. Denne historiske Robinson blev dock räddad ur sin isolering redan efter fyra år, och överlevde tack vare sin uppfinningsrikedom och att han mediterade och läste Bibeln.
Robinson Kruse har dock även en föregångare från 1100-talet i boken "Hayy ibn Yaqzan. Den självlärde filosofen" av Ibn Tufail, som levde norr om Granada i det muslimska Spanien (al-Andalus) och dog i Marocko 1185. Boken handlar om ett barn som växer upp på en obebodd ö och förvärvar stor kunskap med naturen som läromästare.

## Tolkningar

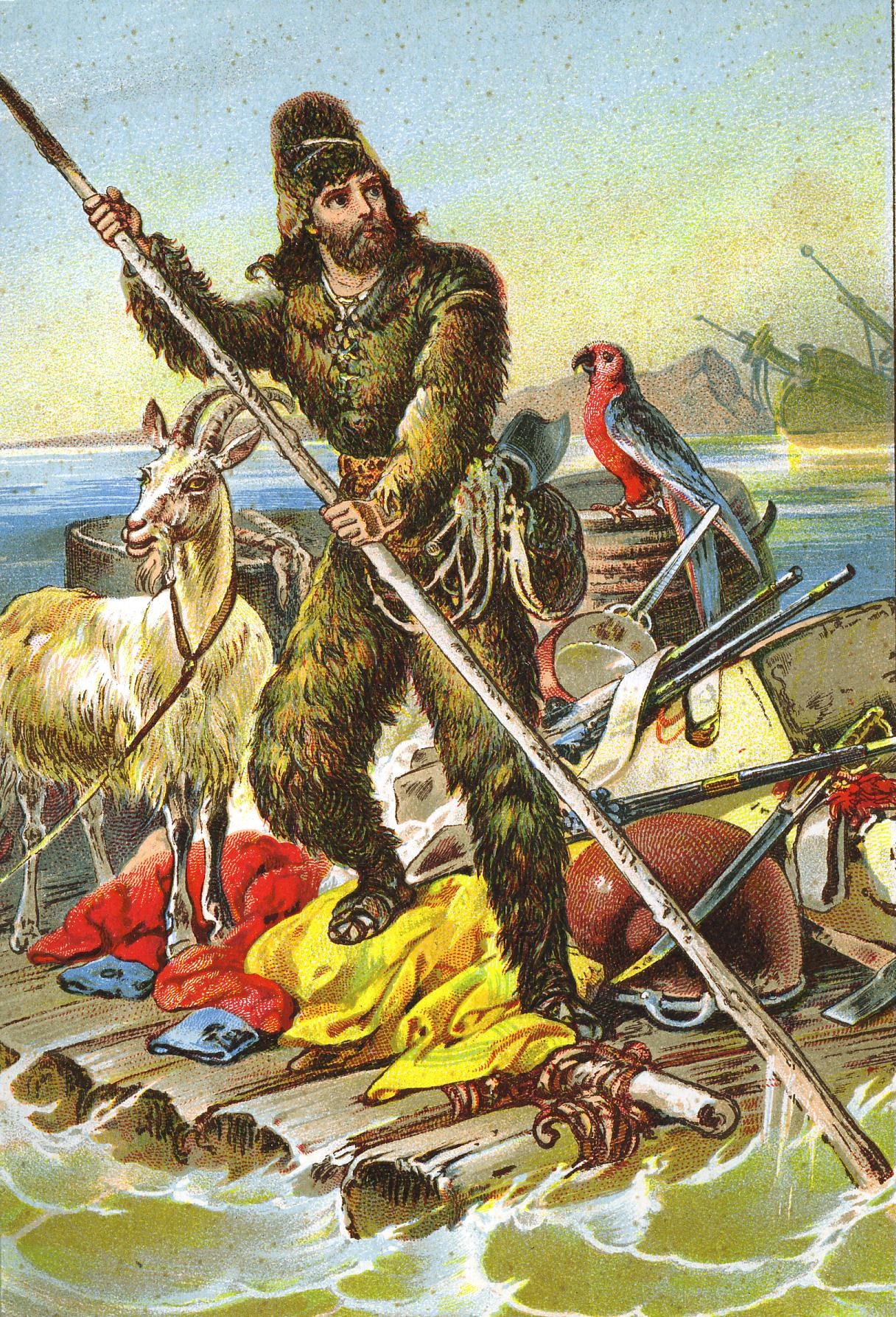
Illustration av Robinson Crusoe av Carl Offterdinger från sent 1800-tal.

Trots den enkla stilen i berättandet och avsaknaden av kärleksmotiv så blev boken väl mottagen. James Joyce ansåg att symbolen för brittisk kolonisering fanns i Robinson Crusoe. "Han är den sanna prototypen för en brittisk kolonisatör... hela den anglosaxiska andan finns i Crusoe: Den manliga självständigheten, den omedvetna grymheten, envisheten, den långsamma men effektiva intelligensen, den sexuella apatin och den beräknande fåordigheten."
Robinson Crusoe är fylld med religiösa aspekter. Defoe själv var puritan och skrev vanligtvis böcker om hur man var en god kristen puritan. Han skrev böcker som The New Family Instructor (1727) och Religious Courtship (1722). Medan Robinson Crusoe är mycket mer än en guide för ungdomar hur man går ut i livets långa resa, så delar den många teman med tidigare nämnd litteratur. Den delar samma problem som guideböcker, och presenterar samma teologiska och moraliska perspektiv.
Själva namnet "Crusoe" kan möjligtvis vara taget från en Timothy Cruso, en klasskamrat till Defoe som skrivit ett antal böcker, bland annat God the Guide of Youth (1695), innan han dog vid tidig ålder, bara åtta år innan Defoe skrev Robinson Crusoe. En del påstår till och med att Defoes bok inspirerats av Crusos bok, och att de skulle dela många drag.
Även om de övriga romanerna i många fall nådde samma litterära kvalitet blev Robinson Crusoe den absolut mest kända. Daniel Defoe skrev under den så kallade upplysningstiden, vilket också präglat boken.
Men romanen har framför allt kommit att stå som en symbol för den klassiska äventyrsromanen och har genom alla tider fängslat läsare bland både barn och vuxna. Med sitt spännande motiv och sin fascinerande uppläggning har den lockat många senare författare till efterföljd.

## Översättningar till svenska i urval
Alla översättningar före 1922 är troligen förkortade.
- Ett kort uttog af then engelska Robinson Crusoes underliga och sällsamma lefwernes beskrifung, af honom sielf sammanfattad och nu på schwenska öfwersatt, samt med koppar stycke utzirad [utdrag] (översättning Anders Reuterström) (Stockholm, uplagdt af Gottfried Kiesewetter, 1738)
- Robinsons resor och 28-åriga wistande på en obebodd ö, jemte hans återresa till denna ö, i sällskap med sina barn [utdrag] (anonym översättning) (Stockholm, tryckta i Marquardska boktryckeriet, 1824). Omarbetad och betydligen tillökt upplaga: E. Normans förlag, 1828
- Robinson Crusoe's lefwerne och äfwentyr (anonym översättning) (Wirsell, 1842)
- Den verklige Robinson Crusoe's lefverne och äfventyr, samt tjuguåttaåriga vistande på en obebodd ö (anonym översättning) (F. C. Askerberg, 1871)
- Robinson Crusoe (af G. A. Gräbner öfversatt från originalets sjunde upplaga och delvis bearbetad af Julius Humble) (Jos. Seligmann, 1875)
- Robinson Crusoe (översättning O. V. Ålund) Hjalmar Linnström, 1883) En annons i Stockholms Dagblad hävdar att denna upplaga är den enda fullständiga versionen av dittills utkomna svenska utgåvor då kapitel 13-34 om hemresan och återvändandet till ön inte finns med i de övriga.[4]
- Robinson Crusoe (översättning Jean Fr. Rossander) (Hedlund, 1891-1892)
- Robinson Kruse berättad för Sveriges ungdom af Henrik Wranér. Barnbiblioteket Saga, nr. 2, 1899.
- Robinson Crusoe (översättning Lennart Ribbing) (Bille, 1913)
- Sjöfararen Robinson Crusoe's levnad och underbara äventyr (fullständig översättning av Nino Runeberg) (Björck & Börjesson, 1922)
- Robinson Crusoe (översättning Carl Björkman) (Bonnier, 1928)
- Robinson Crusoe (översättning Kerstin Wenström) (Wahlström, 1928)
- Robinson Crusoe (översättning Thorsten Jonsson) (Bonnier, 1942)
- Sjömannen Robinson Crusoe från York ... (översättning Knut Stubbendorff) (Tiden, 1955)
- Robinson Crusoe (översättning Harry Lundin) (Niloé, 1970)
- Robinson Crusoe (översättning Birgit Edlund) (Trevi, 1983)

## Filmatiseringar i urval
- 1932 – Robinson Crusoe, med Douglas Fairbanks, Sr..
- 1954 – Robinson Crusoe, med Dan O'Herlihy, i regi av Luis Buñuel.
- 1966 – Löjtnant Robin Crusoe, med Dick Van Dyke, producerad av Walt Disney.
- 1975 – Fredag – människan, med Peter O'Toole och Richard Roundtree.
- 1988 – Robinson Kruse, med Aidan Quinn.
- 1997 – Robinson Crusoe, med Pierce Brosnan.